# Kuchinoshima
Kuchinoshima (jap. 口之島) ist einer der Tokara-Inseln und gehört zur Präfektur Kagoshima. Die Insel ist 13,33 km² groß und hat 140 Einwohner.
Die Insel kann nur per Schiff erreicht werden. Es gibt einen regelmäßigen Fährdienst zur Stadt Kagoshima auf dem Festland. Die Reisezeit liegt bei etwa sechs Stunden. Die Inselbewohner sind hauptsächlich auf Agrarkultur, Fischen und saisonalen Tourismus angewiesen.
Die Insel war einst Teil des Ryukyu-Königreiches. Während der Edo-Zeit war es ein Teil des Lehens Satsuma.

## Geographie
Kuchinoshima ist die nördlichste bewohnte Insel im Tokara-Archipel und liegt nordöstlich von Nakanoshima. Die höchste Erhebung ist der Maedake (前岳) mit 628,5 Metern. Er liegt im östlichen Teil der Insel.
Dieser, der Moedake (燃岳) im nördlichen Teil der Insel mit einer Höhe von 425 Metern und der Yokodake (横岳) mit 501 Metern im westlichen Teil der Insel sind die drei Vulkane, aus denen die Insel besteht. Die nördliche Halbinsel wird durch den 235 Meter hohen Furii-dake (フリイ岳) gebildet. Obwohl keine Eruption in historischen Zeiten aufgezeichnet wurden, gibt der Moedake Dampf ab, außerdem gibt es eine Entfärbung des Ozeans in den nahe gelegenen Gewässern. 2001 zeigte sich kontinuierliche vulkanische Aktivität.
Die Hafenanlage befindet sich südwestlich des Furii-dake und das Dorf befindet sich 400 m südöstlich davon.
Das Klima ist subtropisch mit einer Regenzeit von Mai bis September.

## Flora und Fauna
Auf der Insel ist die an der Steilküste wachsende Lilienart Lilium nobilissimum endemisch, d. h. ausschließlich dort verbreitet. Zudem wächst auf Kuchinoshima die fleischfressende Pflanzenart Drosera spatulata.
Auch die nach der Insel benannte Skinkart Plestiodon kuchinoshimensis ist endemisch. Sie kann auf Felswänden, entlang Waldwegen, auf landwirtschaftlichen Flächen, sowie in Parks und Gärten gefunden werden. Darüber hinaus findet die ungiftige Japanische Vierstreifennatter hier ihr südlichstes Verbreitungsgebiet. Japan-Wiesel wurden in den 1940er Jahren zur Ratten- und Mäusebekämpfung eingeführt.